# Бромид молибдена(III)
Бромид молибдена(III) — неорганическое соединение, соль металла молибдена и бромистоводородной кислоты с формулой MoBr3, 
зелёные кристаллы, 
плохо растворимые в воде.

## Получение
- Действие паров брома на нагретый молибден:

{\displaystyle {\mathsf {2Mo+3Br_{2}\ {\xrightarrow {350-400^{o}C}}\ 2MoBr_{3}}}}
- Нагревание смеси паров хлорида молибдена(V) с сухим бромистым водородом:

{\displaystyle {\mathsf {MoCl_{5}+5HBr\ {\xrightarrow {425-525^{o}C}}\ MoBr_{3}+5HCl+Br_{2}}}}

## Физические свойства
Бромид молибдена(III) образует зелёные кристаллы,
не растворяется в воде, 
растворяется в пиридине.

## Химические свойства
- Разлагается при сильном нагревании в инертной атмосфере:

{\displaystyle {\mathsf {2MoBr_{3}\ {\xrightarrow {T}}\ 2MoBr_{2}+Br_{2}}}}
- Реагирует с водными растворами щелочей:

{\displaystyle {\mathsf {MoBr_{3}+3NaOH\ {\xrightarrow {}}\ Mo(OH)_{3}+3NaBr}}}
- Реагирует с фтороводородом при повышенной температуре:

{\displaystyle {\mathsf {MoBr_{3}+3HF\ {\xrightarrow {600^{o}C}}\ MoF_{3}+3HBr}}}